# Hunashikatti, Nargund
Hunashikatti là một làng thuộc tehsil Nargund, huyện Gadag, bang Karnataka, Ấn Độ.